# Musée archéologique de Portus Scabris
Le Musée archéologique de Portus Scabris (en italien : Museo archeologico di Portus Scabris (MAPS)), est un musée local situé dans le hameau de Puntone di Scarlino, dans la commune de Scarlino (province de Grosseto en Toscane).

## Historique
Lors de la construction de la marina de Puntone di Scarlino, frazione  de Scarlino, entre 1999 et 2003, de nombreux vestiges archéologiques sous-marins ont été mis au jour. À partir d'octobre 2000, une série d'opérations sous-marines ont ainsi été organisées, sous la direction de  Pamela Gambogi, pour des interventions de prospection et des fouilles stratigraphiques qui ont permis la découverte, le catalogage et l'étude de diverses découvertes attribuables à différentes périodes historiques, documentant ainsi l'histoire d'un ancien débarcadère, celui de la baie de Portiglioni dans le golfe de Follonica, identifiable au toponyme de Portus Scabris datant du IIIe siècle av. J.-C.
Une fois les fouilles sous-marines terminées en septembre 2001, les découvertes ont été analysées et étudiées, avec des restaurations effectuées par Roberto Bonaiuti et Emiliano Africano. Le musée a été créé entre 2009 et 2010 dans le but de reconstituer, à travers des découvertes archéologiques, l'histoire de cette ancienne escale portuaire.

## Galerie

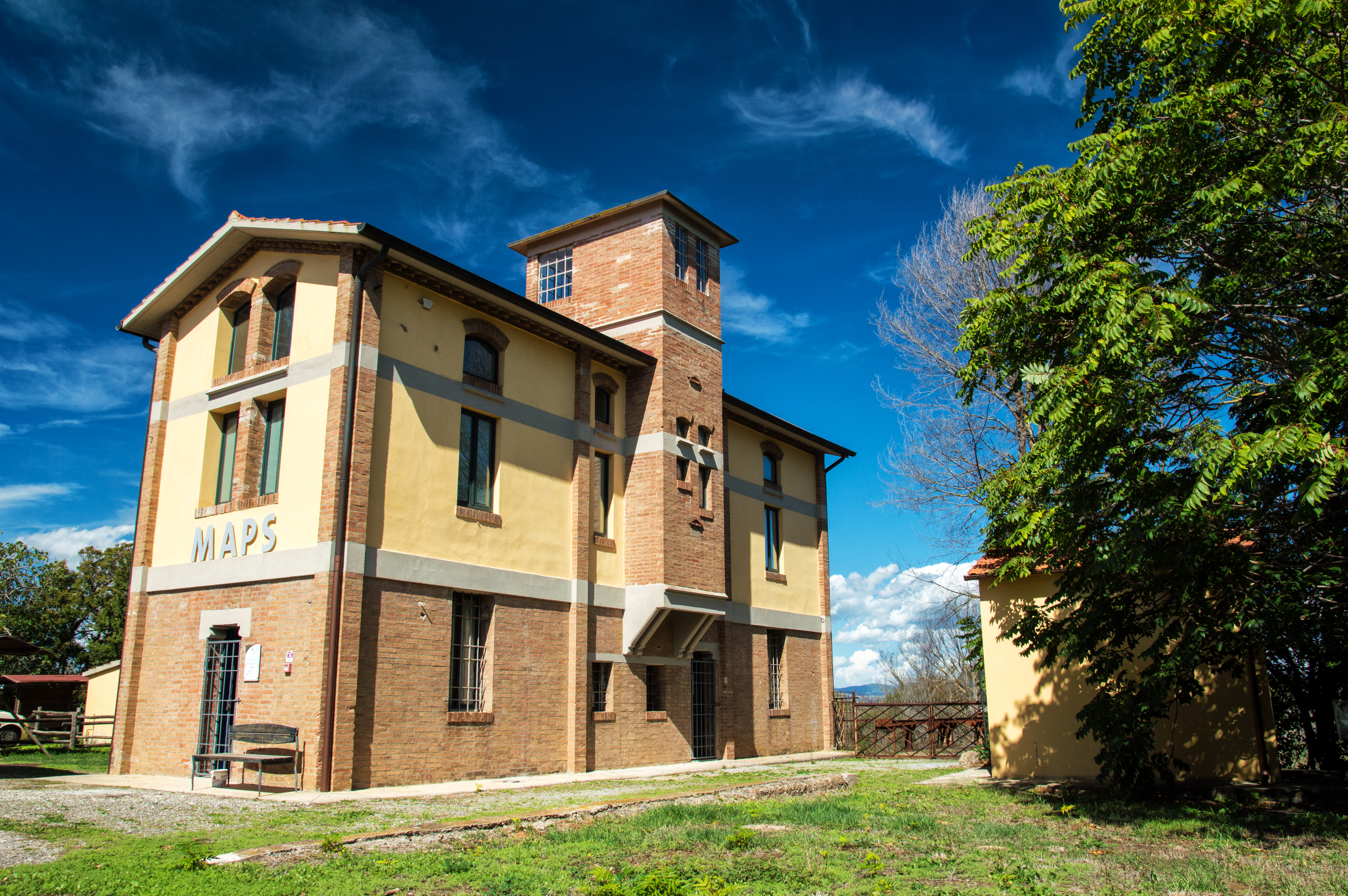
Le bâtiment.
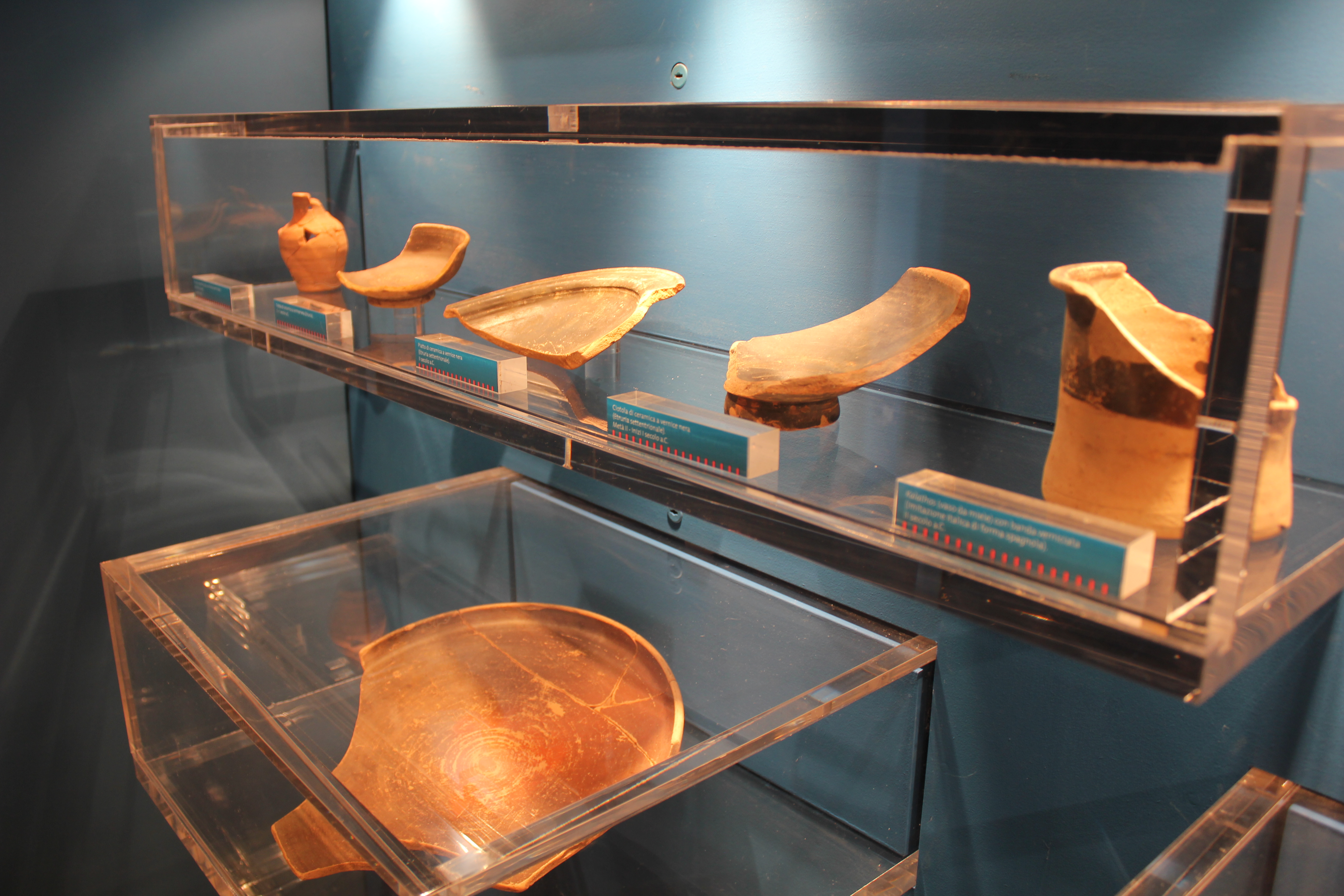
Vitrine.
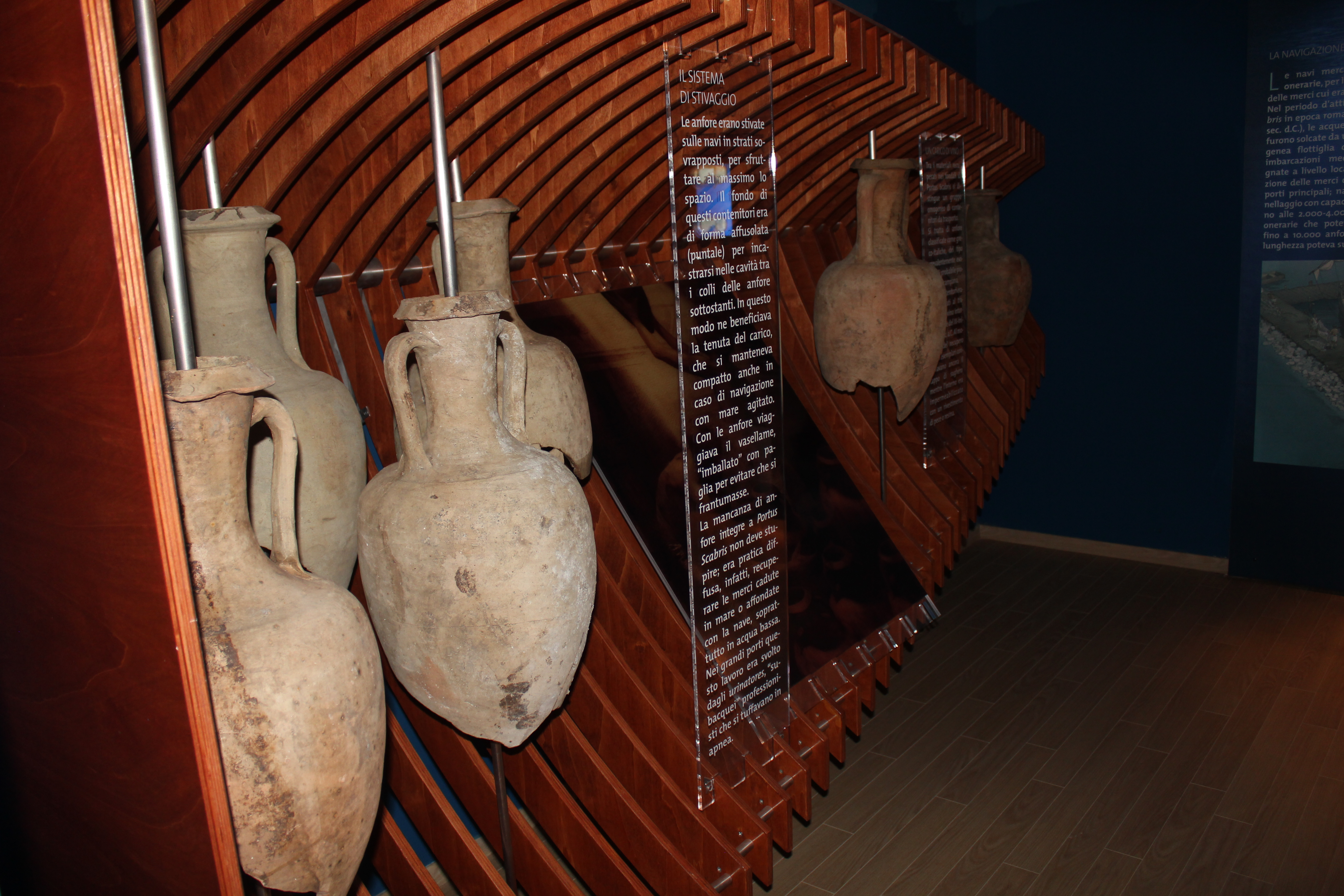
Amphores.

### Sources de traduction
- (it) Cet article est partiellement ou en totalité issu de l’article de Wikipédia en italien intitulé « Museo archeologico di Portus Scabris » (voir la liste des auteurs).